# Dolichopus absonus
Dolichopus absonus är en tvåvingeart som beskrevs av Van Duzee 1921. Dolichopus absonus ingår i släktet Dolichopus och familjen styltflugor. Inga underarter finns listade i Catalogue of Life.